# Gaetano Berenstadt

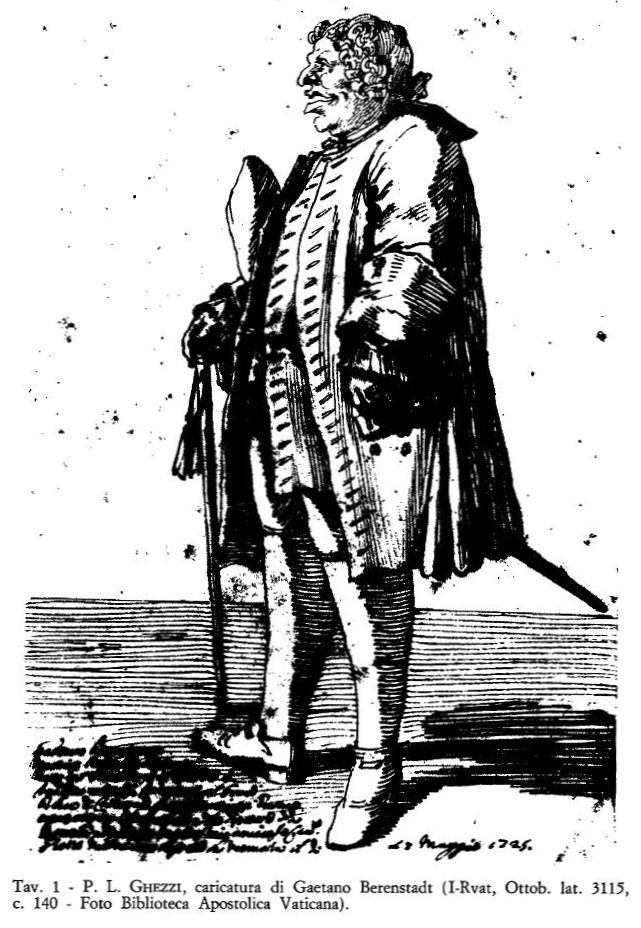
Der Kastrat Gaetano Berenstadt (oder Baerenstadt) wurde wegen seiner wuchtigen Erscheinung auch als singender Elephant bezeichnet. Die Darstellung stammt von dem italienischen Maler und Karikaturisten Pier Leone Ghezzi

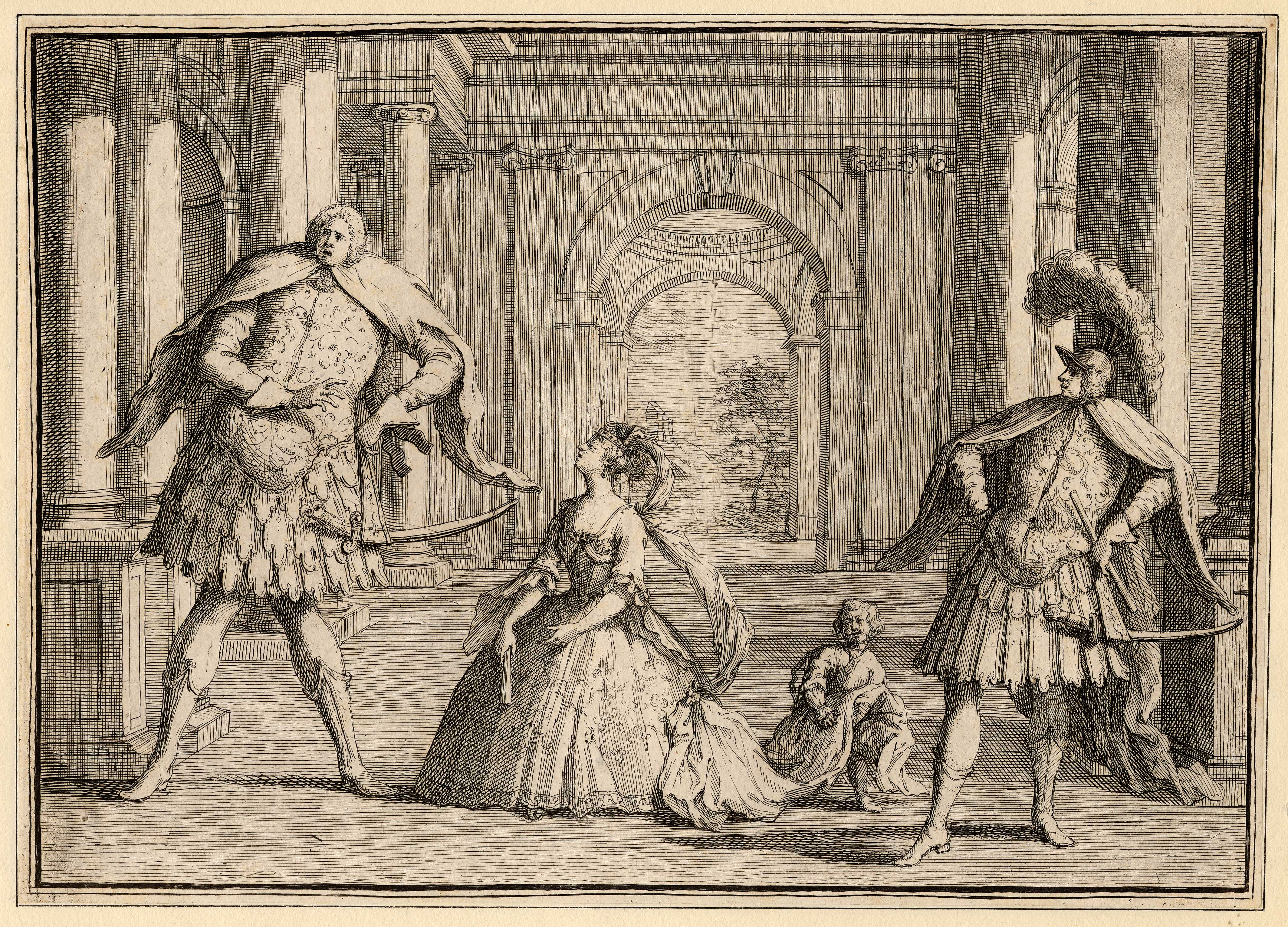
John Vanderbank: Karikatur einer Aufführung von Händels Flavio (3. Akt, Szene 4). Die Zeichnung zeigt den Starkastraten Senesino links, die Primadonnen-Diva Francesca Cuzzoni in der Mitte und ganz rechts den Kastraten Gaetano Berenstadt, der die Titelrolle spielte.

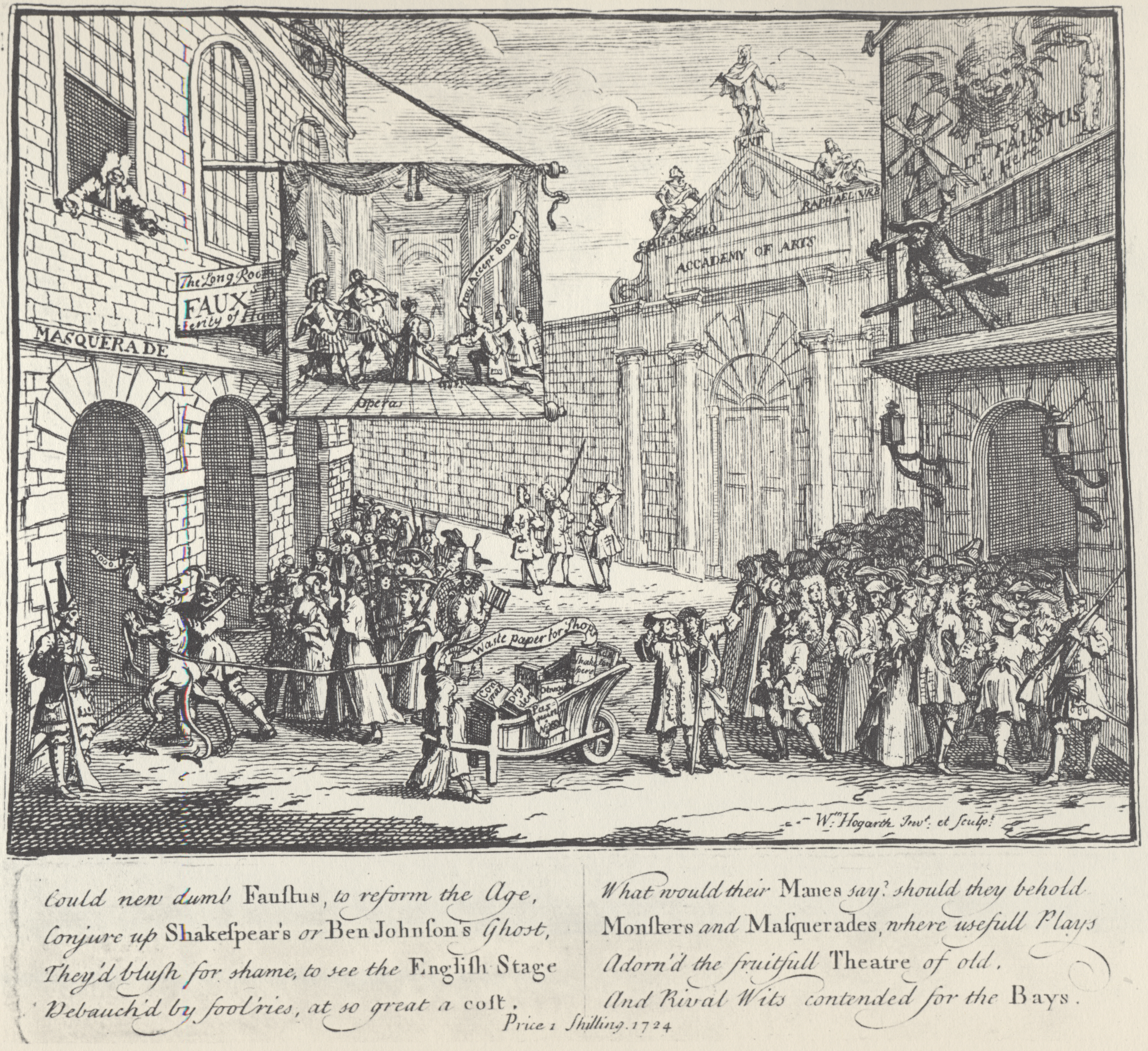
William Hogarth: The Bad Taste of Town (Alternativtitel: Lame Theatre) Karikatur, im Banner über dem Eingang des linken Gebäudes die abgewandelte Szene aus dem Flavio (s. Karikatur oben) mit Cuzzoni im Vordergrund und den beiden Kastraten Senesino und Berenstadt hinter ihr, vorn rechts knien Adlige und „betteln“, wie das Schriftbanner über ihnen offenlegt, darum, dass die Sänger (oder nur die Cuzzoni?) bitte 8000 Pfund entgegennehmen wollen.

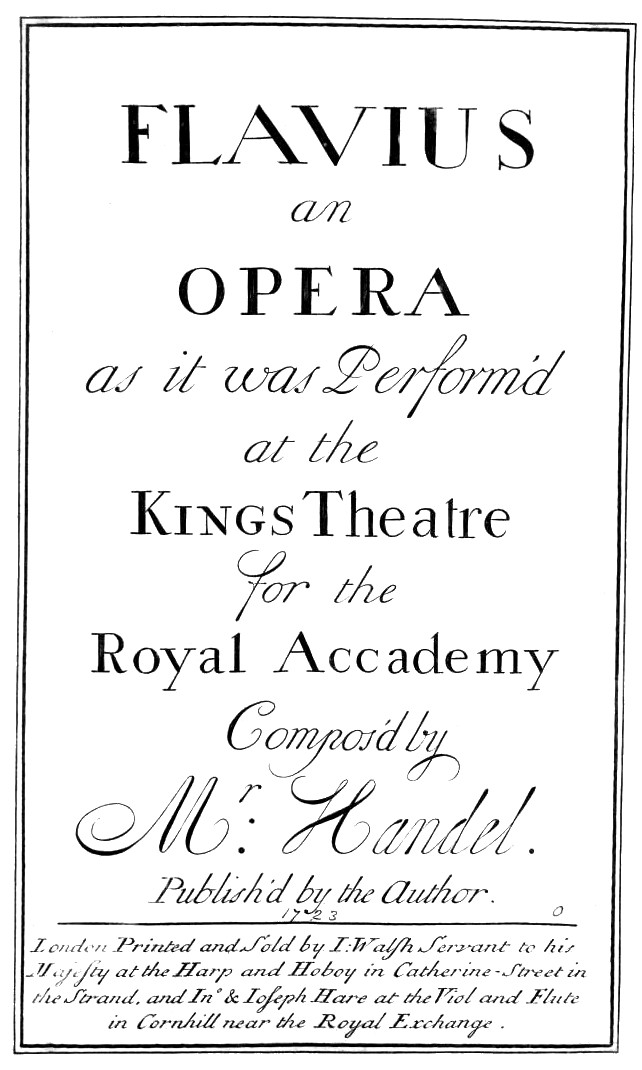
Titelblatt des Notenauszugs zu Händels Oper Flavio (London 1723)

Gaetano Berenstadt (* 7. Juni 1687 in Florenz; begraben 9. Dezember 1734 ebenda) war ein deutschstämmiger Altkastrat, der vor allem durch seine Mitwirkung an Opern von Georg Friedrich Händel zu größerer Bekanntheit gelangte.

## Namensalternativen
Neben der gewählten Form des Nachnamens, der sich an den in Italien produzierten Librettos sowie der bevorzugten Schreibung in der englischsprachigen Literatur orientiert, sind folgende Namensformen überliefert:
- Gaetan Bärenstadt (ältere deutschsprachige Literatur über ihn)
- Gaetano Baerenstadt

in vereinzelten Librettos auch:
- Gaetano Bernstad
- Gaetano Bernstatt[2]

## Herkunft und musikalische Ausbildung
Die Eltern Berenstadts waren Deutsche und kamen aus Bernstadt in Schlesien, dem heutigen Bierutów. Sein Vater, mit schon italienisierter Namensform Giorgio Berenstadt, war als Paukist der Kapelle des Großherzogs der Toskana angestellt. Seine Gesangsausbildung erhielt er an der bekannten Gesangsschule des (und bei) Francesco Antonio Pistocchi in Bologna und zählt zu einem der bekanntesten Absolventen dieser Schule.

## Der Beginn seiner Gesangskarriere
Sein Bühnendebüt gab er vermutlich als Orondate in der Oper Le regine di Macedonia von Marc’Antonio Ziani, die 1708 am Teatro San Bartolomeo in Neapel uraufgeführt wurde. Darin spielte er die Rolle des Orondate. Im Libretto wird er als Gaetano Beynstetter angekündigt.
Aus diesem Grunde wurde vermutet, dass Berenstadt zunächst an einem der Waisenhäuser-Konservatorien in Neapel ausgebildet wurde. Auf jeden Fall aber ging er bei Francesco Antonio Pistocchi in Bologna.
Erwiesen als nächste Auftritte sind seine Mitwirkung an einem Fest zu Ehren des Hl. Gaudentius in Novara im Jahre 1711, bei dem sein Gesangslehrer Pistocchi die Rolle des primo uomo sang, sowie ebenfalls im Jahre 1711 in Predieris La virtù in trionfo, o sia La Griselda in Bologna. Im Jahre 1712 trat er in zwei Pasticcios in Florenz auf.
In Florenz machte er die Bekanntschaft des pfälzischen Kurfürsten Johann Wilhelm von der Pfalz, der ihn als Hofsänger an den Hof von Düsseldorf verpflichtete. Für Düsseldorf sind die Mitwirkung in der Amalasunta des Düsseldorfer Hofkapellmeisters Johann Hugo von Wilderer im Jahre 1713 sowie an einer Oper mit dem Titel Annibale pacificatore eines unbekannten Komponisten im Jahre 1715 nachgewiesen.
Im Juni 1716 starb der pfälzische Kurfürst und Berenstadt verlor seinen Posten. Dennoch trat er in einigen Librettos vor 1720 noch als Kammersänger des Kurfürsten der Kurpfalz.

## Debüt in London: 1717
Im Jahre 1717 ging Berenstadt erstmals nach London, wo er in der Wiederaufnahme von Georg Friedrich Händels Oper Rinaldo die Rolle des mit der bösen Zauberin Armida paktierenden Argante übernahm. Für seine Wiederaufnahme des Rinaldo hatte Händel die ursprünglich, wie üblich für Bösewichte, für den Bass Giuseppe Maria Boschi geschriebene Rolle für Berenstadt ins Altfach transponiert und diverse Arien neu komponiert. Dass Kastraten in den Rollen des Bösewichts auftraten war eher ungewöhnlich in der Barockoper, aber Berenstadt blieb, wohl ob seiner gigantischen Gestalt, auf böse Charaktere abonniert. Des Weiteren spielte Berenstadt in dieser ersten Spielzeit in London
- als Mario in Pyrrhus and Dimetrius (UA am 2. Februar 1717)
- als Vincislao in Vincislao, re di Polonia von Francesco Mancini (WA der UA Neapel 1714 am 14. März 1717)
- als Titelheld in Tito Manlio (UA am 4. April 1717) von Ariosti

Da danach, zwischen 1717 und 1720, keine italienischen Opern in London aufgeführt wurden, kehrte Berenstadt zunächst wieder zurück aufs europäische Festland.

## Intermezzo in Dresden: 1718
Berenstadt kehrte nach diesem seinem Debüt in London noch einmal nach Italien zurück. Auf dem Weg machte er Zwischenstation in Dresden und trat für ein Jahr in die Dienste des sächsischen Kurfürsten Friedrich August I., besser bekannt als König August II. von Polen bzw. August der Starke. Für dieses einjährige Engagement erhielt Berenstadt eine Gage von 3000 Talern. Was er allerdings konkret in Dresden tat, muss vorerst unklar bleiben. Entgegen der Behauptung bei Grove Online Music ist seine Mitwirkung in Antonio Lottis Oper Ascanio ovvero gli odi delusi dal sangue im Februar 1718 nicht nachweisbar.

## Rückkehr nach Italien: 1719 bis 1722
Von Dresden aus ging er nach Italien zurück. Dort sang er vor allem in Rom, Bologna und in Venedig, darunter in mehreren Opern von Francesco Gasparini, so
- als Vologeso in Lucio Vero (UA Rom, Teatro d’Alibert Januar 1719)[6]
- als Pilade in Astianatte (UA Rom, Teatro d’Alibert Karneval 1719)[7]
- als Amasi in Sesostri, re d’Egitto (WA der UA Venedig 1710 in Bologna, Teatro Malvezzi Frühjahr 1719)[8]
- als Arsace in Amore e maestà (UA Rom, Teatro d’Alibert 7. Januar 1720)[9]
- als Gustavo in Il Faramondo (UA Rom, Teatro d’Alibert Februar 1720)[10]
- als Leonildo in Il più fedel tra vassalli (WA Mailand, Regio Ducal Teatro 26. Dezember 1720)[11] – hier firmiert Berenstadt erstmals als „Virtuoso della Musica del Rè Augusto“

In der Karnevalsaison 1721–1722 war er zusammen mit der Altistin Vittoria Tesi, der Sopranistin Francesca Cuzzoni, dem Altkastraten-Kollegen Antonio Bernacchi sowie dem Soprankastraten Giovanni Ossi am Teatro San Giovanni Grisostomo in Venedig unter Vertrag. Er wirkte hier in drei Opern mit:
- Plautilla von Antonio Pollarolo
- Giulio Flavio Crispo von Giovanni Maria Capelli (UA: 17. Januar 1722 Teatro San Giovanni Grisostomo) – in der Titelrolle[12]
- Venceslao (Pasticchio von Pollarollo, Capelli und Giovanni Porta; UA: 7. Februar 1722 Teatro San Giovanni Grisostomo) – als Alessandro[13]

Mit Francesca Cuzzoni ging er noch im Jahre 1722 nach London. (Auch Bernacchi sollte in der Spielzeit 1729–1730 in London für Händel singen.)

## Rückkehr nach London: 1722 bis 1724
Im Jahre 1722 kam er nach London zurück und wirkte in verschiedenen Opern der Royal Academy of Music, die 1719 gegründet worden war – und zwar in 4 Opern von Händel, 3 Opern von Giovanni Bononcini und 2 von Attilio Ariosti.
- Spielzeit 1722–1723
  - Floridante von Händel (4. Dezember 1722) – als Timante
  - Ottone von Händel (12. Januar 1723) – als Adelberto[15]
  - Cajo Marzio Coriolano von Attilio Ariosti (23. März 1723) – als Sicinio[16]
  - Erminia von Giovanni Bononcini (30. März 1723) – als Niso[17]
  - Flavio von Händel (14. Mai 1723) – in der Titelrolle des Flavio[18]
- Spielzeit 1723–1724
  - Farnace von Giovanni Bononcini (30. November 1723) – als Osmano[19]
  - Vespasiano von Attilio Ariosti (17. Januar 1724) – als Sergio[20]
  - Giulio Cesare in Egitto von Händel – als Tolomeo[21]
  - Calfurnia von Giovanni Bononcini (18. April 1724) – als Lucio[22]

Wohl auch weil er in London zunehmend in Nebenrollen eingesetzt wurde und keine Hauptrollen mehr sang, dazu zumeist nur kurze Arien ohne zu schwierige Passagen bekam, verließ Berenstadt im Jahre 1724 London und ging zurück nach Italien.

## Berenstadt und Leonardo Vinci
Zurück in Italien entspann sich eine intensive Zusammenarbeit mit Leonardo Vinci. Die erste Rolle, die Berenstadt in einer Vinci-Oper übernahm, war die des „bösen“, afrikanischen Königs Jarba, der Didone bedrängt, in Didone abbandonata, die 1726 am Teatro Bernabò in Rom uraufgeführt wurde. Danach wirkte er in folgenden Opern von Vinci mit:

- als Ricimero in L’Ernelinda (UA Neapel, Teatro San Bartolomeo 4. November 1726) und (WA der UA Neapel 1726 in Florenz, Teatro alla Pergola 26. Dezember 1727)[26]
- als Pirro in L’Andromaca (WA der UA Neapel 1726 in Florenz, Teatro alla Pergola 17. Februar 1728)[27]
- als Ircano in Semiramide riconosciuta (UA Rom, Teatro delle Dame 6. Februar 1729)[28]
- als Artabano in Artaserse[29]
- als Alessandro in Alessandro nell’Indie (WA der UA Rom 1730 in Livorno, Teatro San Sebastiano 1731)[30]

Für Vinci soll sich Berenstadt auch sehr ins Zeug gelegt haben, als der besorgt war, er könnte, weil seine zweite Oper der Saison 1730 später als die seines Konkurrenten Nicola Porpora erstaufgeführt werden sollte, diesem gegenüber ins Hintertreffen geraten. Friedrich Wilhelm Marpurg überliefert in seinem Werk Kritische Briefe über die Tonkunst die folgende Anekdote:

„Es befand sich unter Vincis Sängern ein Castrat namens Gaetan Bärenstadt, welcher vom Singen eben nict gar viel Werks machte, aber dagegen (eine seltsame Erscheinung bey Leuten von seiner Art!) sich destomehr aufs Stuiren geleget, und sich dadurch in vielen vornehmen Häusern beliebt gemacht hatte. Dieser begnügte sich gemeiniglich in den Opern, worinn (sic!) er agirte, mit der letzten Rolle. Porpora hatte, zu seinem Unglück, etwan einmal was übles von ihm gesprochen. Der gegenwärtige Vorfall schien also Bärenstadten eine bequeme Gelegenheit anzubieten, sich am Porpora zu rächen, und dem Vinci zugleich damit aus der Noth zu helfen. Er sprach also dem Vinci guten Muth ein, und bat ihn sich nur auf ihn zu verlassen. Darauf nahm er einige Pfunde von dem trockensten und feinsten spanischen Schnupftabak, der nur zu bekommen war, und füllete damit kleine papierne Röhrchen an, in welchen er unten und oben eine kleine Oeffnung ließ´. Mit diesen bewaffnet begab er sich, in einer ganz unkenntlichen Kleidung, in den Schauplatz, wo des Porpora Oper zum letztenmal probiret werden sollte. Daselbst mietete er in der obersten Reihe eine eigene Loge für sich allein, und hielt sich darinn so versteckt als möglich war. Als nun, bei einer sehr zahlreichen Versammlung, die Hauptprobe anfieng, und die Freunde des Porpora ermangelten, ihren Beyfall und ihre Verwunderung so oft und so laut als sie nur immer konnten, zu verstehen zu geben, fing Bärenstadt auch an, aus ein paar von den seinen Röhren von Tabak, so stark als möglich heraus zu blasen. Der Tabak breitete sich sogleich über das Parterre aus, und fiel nach und nach auf die untenstehenden Zuhörer. Man wurde es bald gewahr, und fing an in die Höhe zu sehen, um den Ursprung dieses so ungewöhnlichen Regens ausfündig zu machen. Doch nunmehr bemeisterte sich der herabfallende Tabak auch der in der Höhe gerichteten Nasen, und jedermann fing an zu niesen. Bärenstadt säumete indessen nicht, immer mehrere von seinen Tabakspatronen abzufeuern. Je mehr man also in die Höhe sah, je allgemeiner wurde das Niesen, und das Geräusch über diese seltsame Begebenheit. Das Geschrey der Damen, welche ihre Kleider und Spitzen beklagten, fing an die Stimmen der Sänger zu übertäuben, und endlich suchte jedermann je eher je lieber aus dem Schauplatze herauszukommen, so daß beym Ende des ersten Acts kein Zuhörer mehr zu sehen war. Weil man nun die Probe nicht ruhig hatte aushören und untersuchen können, so bekam auch, wie in Rom gewöhnlich ist, die Oper des armen Porpora einen gewaltigen Stoß, und desto mehr Beyfall erhielt dagegen die zweyte Oper des Vinci. Ein sehr boshafter Streich von einem witzigen Sänger.“

## Abschied von der Bühne: 1734
Im Jahre 1734 trat er als Atalo in Giuseppe Maria Orlandinis Nino/La Semiramide am Teatro alla Pergola in Florenz zum letzten Mal auf einer Opernbühne auf. Im selben Jahr starb er und wurde in Florenz begraben. Die Trauerfeier fand am 15. Februar 1735 statt.

## Stimme, gesangliche und schauspielerische Leistung
In einigen Nachschlagewerken wird Berenstadt irrtümlich als Bass angesprochen.
Nach Lindgren zeichnete sich Berenstadts Stimme nicht durch einen allzu hohen Stimmumfang aus. Als Maximalfall fand er 13 Töne Umfang (g bis zweigestrichenes e (e″)), normalerweise aber weniger (a bis d″). Dafür sind aber seine Arien gewöhnlich „stürmisch, voller schroffer Sprünge und mittellanger Melismen [= auf einer Silbe gesungenen Tonfolgen]“.

## Berenstadt als Sammler von Kunstgegenständen, Büchern und Inkunabeln
Eine Obsession der besonderen Art wird für Gaetano Berenstadt überliefert: seine Faszination für Bücher und mittelalterliche Handschriften. Es wird berichtet, dass er eine ausgezeichnete Bibliothek sowohl von Büchern als auch Handschriften besessen hat und er oft an Versteigerungen selbiger teilnahm. Diese Faszination ist besonders ausführlich in dem erhaltenen privaten Briefwechsel mit dem florentiner Kaufmann Giacomo Zamboni (42 Briefe zwischen 1717 und 1733) überliefert.
Der Librettist Apostolo Zeno attestierte Berenstadt zudem, dass er sich „hervorragend mit unseren besten Autoren auskennt und einen erlesenen Geschmack hat, was die italienische Poesie und Dichtung angeht“.

## Darstellungen / Abbildungen
Der englische Musikschriftsteller Charles Burney beschreibt Berenstadt als einen „Kastraten von riesiger und schwerfälliger Statur“.
Die bekannteste Darstellung aus der Feder John Vanderbanks zeigt Gaetano Berenstadt in der Rolle des Flavio in Händels gleichnamiger Oper Flavio zusammen mit der Primadonna Francesca Cuzzoni und dem Spitzenverdiener der Royal Academy of Music, dem Primo uomo und Kastraten Senesino in der 4. Szene des 3. Akts. Bei dieser Darstellung handelt es sich, wie bei den meisten Darstellungen dieser Art, um eine Karikatur. Diese besondere überspitzt die körperlichen Eigenheiten der drei Darsteller – besonders die Übergröße Berenstadts gegenüber der relativen Kleinwüchsigkeit und nicht gerade besonderen Schönheit Cuzzonis – ins Groteske. Hierzu sei erwähnt, dass übersprießendes sowie disproportionales Wachstum der Knochen und, damit verbunden, Übergröße, nicht selten im Kontrast mit Untergröße, aber auch Gelenkprobleme und -erkrankungen wie eben auch Rheumatismus, typische Folgen der Kastration waren.
Diese Karikatur der drei Darsteller im Flavio diente dem Karikaturisten William Hogarth als Grundlage für seine Karikatur über „den schlechten Geschmack in der Stadt“ (gemeint ist London), die auch mit The Bad Taste of the Town übertitelt ist und im British Museum aufbewahrt wird. In dieser Karikatur wird die Vorliebe der Londoner für die unenglische italienische Oper aufs Korn genommen, aber auch die übersteigerten Ansprüche und Gagen, die den italienischen Sängern und vor allem den Kastraten gezahlt werden. In dem Banner, das über dem Eingang des linken Gebäudes hängt, wird die in der Karikatur Vanderbanks dargestellte Szene aus Händels Flavio (s. Karikatur oben) wiederaufgegriffen und zeigt die Primadonna Cuzzoni im Vordergrund und die beiden Kastraten Senesino und Berenstadt hinter ihr. Vorn rechts, vor den drei Künstlern, knien Adlige und „betteln“, wie das Schriftbanner über ihnen offenlegt, darum, dass die Sänger (oder nur die Cuzzoni?) „bitte 8000 Pfund entgegennehmen“ wollen (englisches Original „Pray Accept £8000“).

## Moderne Einspielungen
In erster Linie sei auf die Einspielungen der oben aufgeführten Opern, so weit schon vorhanden, insbesondere natürlich die der Händelopern, in denen Berenstadt mitwirkte, verwiesen. Der junge italienische Countertenor Filippo Mineccia hat dem Kastraten ein Soloprogramm unter dem Titel Il Castrato del Granduca: Gaetano Berenstadt gewidmet, in dem er Arien aus Opern von Händel, Antonio Lotti und Francesco Gasparini darbot.
- Il Castrato del Granduca, Arien für Gaetano Berenstadt, Filippo Mineccia, I Musici del Gran Principe, Samuele Lastrucci, Glossa (Veröffentlichung: Oktober 2023)